# 皇太子殿下御進講録
『皇太子殿下御進講録』（こうたいしでんかごしんこうろく）とは、1810年から1812年にかけてプロイセンの軍人クラウゼヴィッツによって皇太子の進講のために書かれた講義録である。
クラウゼヴィッツによって初めて書かれた戦争理論の著作であり、研究者エーベルハルト・ケッセルによればクラウゼヴィッツの初期の思想形成が現れていると評価されている。

## 概要
クラウゼヴィッツは陸軍大学校で教鞭をとるのに平行しながら1810年10月以後に3週間に一度、1時間ずつ夏休みを除いて皇太子に進講している。この講義は1812年3月まで継続して行われた。1810年当時、プロイセンの皇太子は15歳であり、1811年から13歳の弟ヴィルヘルムと同じく13歳のオランダの皇太子フリードリヒであったために、クラウゼヴィッツは簡潔な用語で教授することを求められた。この進講の内容についての詳細を伝える資料は残されていない。しかし、その概要は1812年にプロイセン軍を離れてロシア軍へ移る直前に皇太子に送付した論文「戦争を行う場合のもっとも重要な原則」からうかがい知ることができる。マリー夫人により編纂されたクラウゼヴィッツ遺稿集では、これが『皇太子殿下御進講録　1810年、1811年および1812年に著者によって皇太子殿下に授けられた講義の概要』という表題が与えられて第3巻に収録されている。
クラウゼヴィッツはプロイセン皇太子の扶育官ガウディ中将に自らの教案を解説している。そこでは学問的な形式にこだわることなく、皇太子の理解力に応じてさしあたりの近代戦史に対するさしあたりの理解力を与えることを目標としている。単元は兵器、砲兵、他の兵科、応用戦術または高等戦術、戦略から構成されている。さらにクラウゼヴィッツは後に皇太子に論文を送っている。その章立ては戦争一般の原則、戦術すなわち戦闘の理論、戦略、戦争における原則の遵守について、から成り立っている。
クラウゼヴィッツは戦争理論が物的諸力の優位を維持することを教えているが、それが不可能な場合には精神的要素を計算に含めることも示していると示唆する。もし確率論的に不利な選択肢しか残らない状況に追い込まれたとしても、それ以上の手段が準備できない場合においてその選択は理性的であると教えている。そして戦略に関しては戦闘を戦争の目的に結合させることであり、その原則として三つの戦争の主たる狙いを挙げている。それは敵の武力の打ち勝ちそれを破壊すること、無効になった戦闘力その他の敵軍の資源をわが方の所有に移すこと、そして世論を味方につけることである。
これらの原則を達成するためにはあらゆる兵力を集中させることが最も重要であり、さらに他の地域を危険にさらしてでも重要な打撃を加えるべき地点に兵力の集中を行い、そして時期を失わないようにそれが行われなければならないと論じる。そして最後には達成した戦果を活用するために撃破した敵に対して追撃を行うことを主張する。しかし戦争遂行においては敵情の不確実性、味方の不確実性、肉体的労苦、錯誤や偶発性、感覚的印象によって戦争の計画的な遂行はしばしば妨げられる点も同時に指摘している。